# Telencéfalo

Telencéfalo en rojo.

En embriología el telencéfalo es la estructura cerebral situada por delante y sobre el diencéfalo. Representa el nivel más alto de integración somática y vegetativa.
El telencéfalo presenta un diferente grado de desarrollo en los distintos grupos de vertebrados:
- En peces, anfibios y reptiles, está integrado por un par de bulbos olfativos muy desarrollados y un cerebro posterior, con dos pequeños hemisferios cerebrales, formados por ensanchamiento de las paredes laterales del telencéfalo.
- En aves y mamíferos, el telencéfalo adquiere su máximo desarrollo y aparece formado por dos hemisferios cerebrales, separados de forma incompleta por un surco o cisura interhemisférica.
  - El interior de estos hemisferios está ocupado por el primer y segundo ventrículos.
  - La parte externa de los hemisferios cerebrales, constituida por sustancia gris cuerpos neuronales se denomina corteza cerebral. La de aves y mamíferos primitivos (prototerios y métaterios) es lisa, mientras que en los mamíferos euterios (placentarios) es muy gruesa y presenta una gran cantidad de pliegues o circunvoluciones cerebrales.

El Neocórtex, el sector más desarrollado de la corteza cerebral, centraliza e interpreta las sensaciones, elabora las respuestas conscientes, controla los movimientos voluntarios y es la sede de la conciencia, la memoria y la inteligencia.
- - La parte interna de los hemisferios cerebrales, constituida por sustancia blanca (axones mielínicos de las neuronas), conecta entre sí los dos hemisferios en una zona denominada cuerpo calloso.

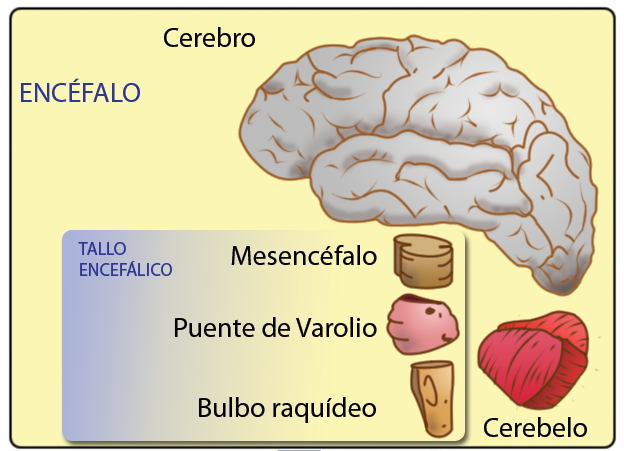
Encéfalo humano, Cerebro y tallo encefálico.

En el humano, el telencéfalo incluye: 1) los hemisferios cerebrales con sus cavidades, los ventrículos laterales; y 2) la pars óptica del hipotálamo y la porción anterior del tercer ventrículo.
Desde un punto de vista embriológico y ontogénico, se distinguen, dentro de la corteza cerebral: la neocorteza, la paleocorteza y la arquicorteza.
Pertenecen también al telencéfalo los ganglios basales. Morfológicamente, se dividen en:
- Cuerpo estriado
  - Núcleo caudado
  - Núcleo lenticular
    - Putamen
    - Globo pálido
- Amígdala

y, embriogénicamente:
- Neoestriado
  - Núcleo caudado
  - Putamen
- Paleoestriado
  - Globo pálido
- Arquiestriado
  - Complejo amigdalino